# بوستان چمران
بوستان چمران یکی از بوستان‌های بزرگ شهر کرج است.
منطقهٔ خوش آب و هوای کرج یکی از مهم‌ترین مناطق پرورش گل در ایران بوده و گل گوهر شب‌چراغ نیز به‌طور استثنایی تنها در این منطقه قابل تولید و پرورش است. پارک دکتر چمران از اواسط بلوار سر سبز ورودی اصلی شهر کرج که به همین نام است آغاز شده و منطقهٔ وسیعی را تا تپه‌های کلاک و ورودی جادهٔ چالوس در بر می‌گیرد. وسعت این پارک حدود ۴۰ هکتار است.
رودخانهٔ کرج از میان این پارک نیمه‌طبیعی گذر می‌کند و کنارهٔ این رودخانه تفرجگاه مناسبی برای اهالی کرج در ایام تعطیل به‌وجود آورده و نیز این پارک دارای یک شهر بازی زیبا و مجهز است که در سال ۱۳۹۰ به عنوان شهر بازی نمونهٔ کشوری انتخاب گردید. از دیگر امکاناتی که در این پارک وجود دارد سینما تئاتر وزارت فرهنگ است که در ضلع شمال غربی این پارک واقع شده‌است.
باغ گل‌ها در داخل پارک چمران که باغی بسیار زیباست، در سال ۸۴ توسط سازمان پارک‌ها و فضای سبز شهرداری کرج در زمینی به مساحت ۳۰ هزار مترمربع بنا شد که در آن بیش از ۳۰۰ گونهٔ گیاهی از جمله کروپسیس، میخک، ساکولنت، یاس هندی، ارغوان، پیچ اناری و … وجود دارد. این باغ دارای بخش‌های مختلفی از جمله محوطهٔ پرچین‌های تو در تو، کلکسیون رز، قفس پرندگان، آلاچیق، رستوران و کافی‌شاپ و آبشار است.

## باغ گلها
جشنواره لاله‌های کرج یکی از جشنواره‌های گل لاله است که از سال ۱۳۹۲ خورشیدی، هر ساله، در باغ گلهای پارک چمران کرج برگزار می‌شود. این جشنواره در باغ گل‌های کرج در تعطیلات نوروز برگزار و تا اردیبهشت ادامه دارد. در این جشنواره ۲۵۰ هزار شاخه گل لاله با ۴۸ واریته مختلف و یاس هندی، کروپسیس، ارغوان، میخک، ساکولنت و … کاشته شده‌است. باغ گل‌های کرج دارای وسعت ۸ هکتاری می‌باشد. لازم به توضیح است بزرگترین فرش گل خاورمیانه به مساحت ۲۷۰۰ متر مربع در این باغ گل‌آرایی شده و خود نمایی می‌کند.
یکی از جاذبه های دیگری که در دل این مجموعه استقرار یافته مرکز حیات وحش  حیوانات است که دوازده گونه از انواع خزندگان، پنجاه گونه از انواع آبزیان و هفتاد گونه از انواع ماکیان را در خود جای داده است. شیر، خرس، گوزن، لاما، پرنده‌های شکاری و آبزی از جمله حیواناتی هستند که در این مجموعه نگهداری می‌شوند.

## امکانات
از امکانات پارک چمران کرج می توان به نزدیکی به رودخانه کرج، پینت بال، پیست اسکیت و دوچرخه‌سواری، سینما ۴ بعدی، باغ گل، پارک بانوان، کافه و رستوران و ... اشاره کرد.

## نگارخانه

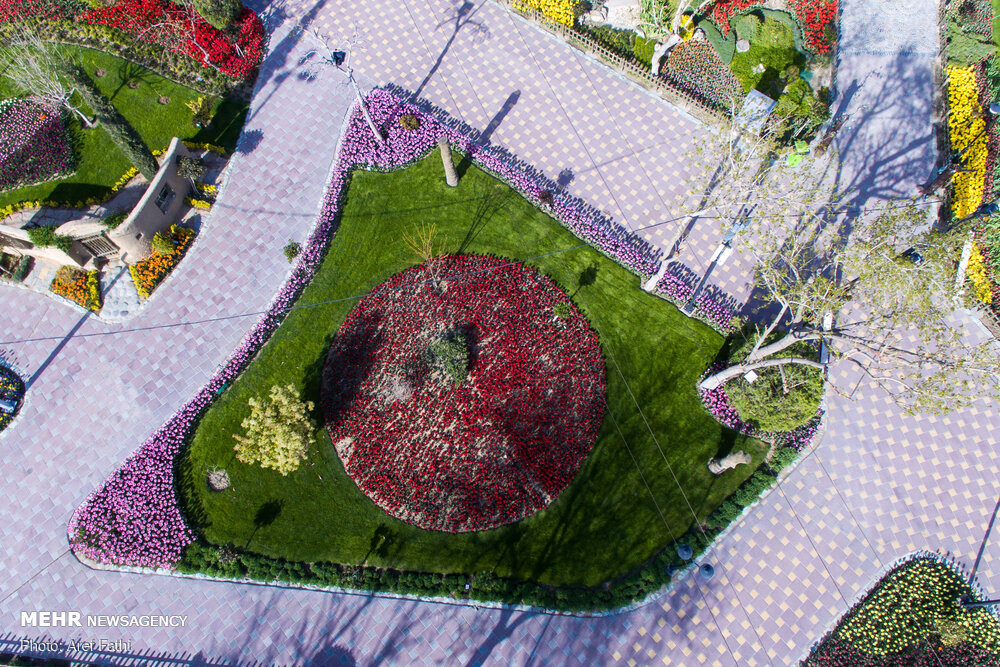
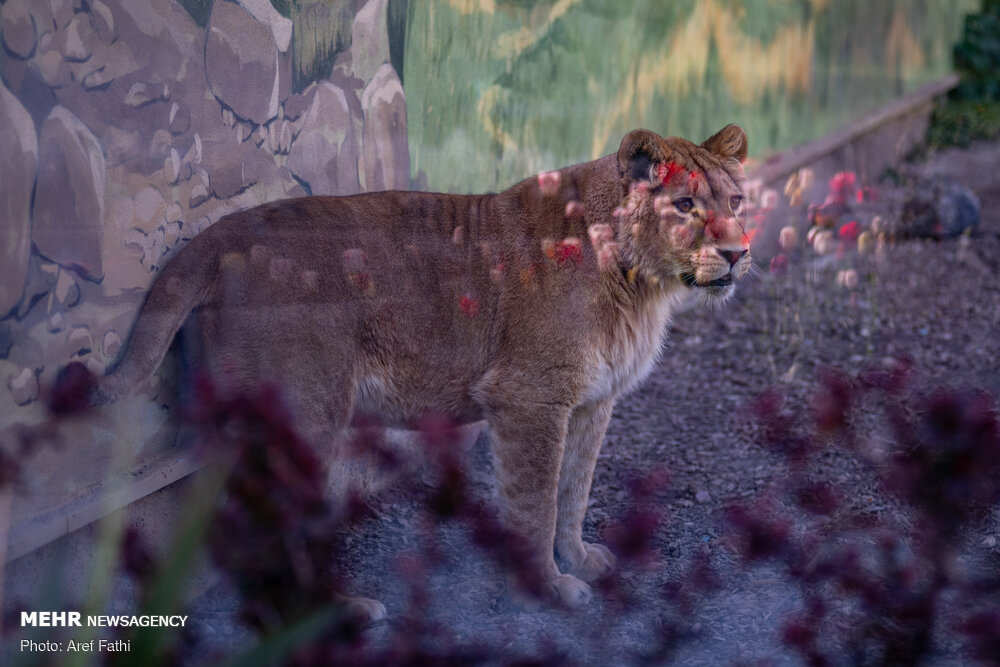
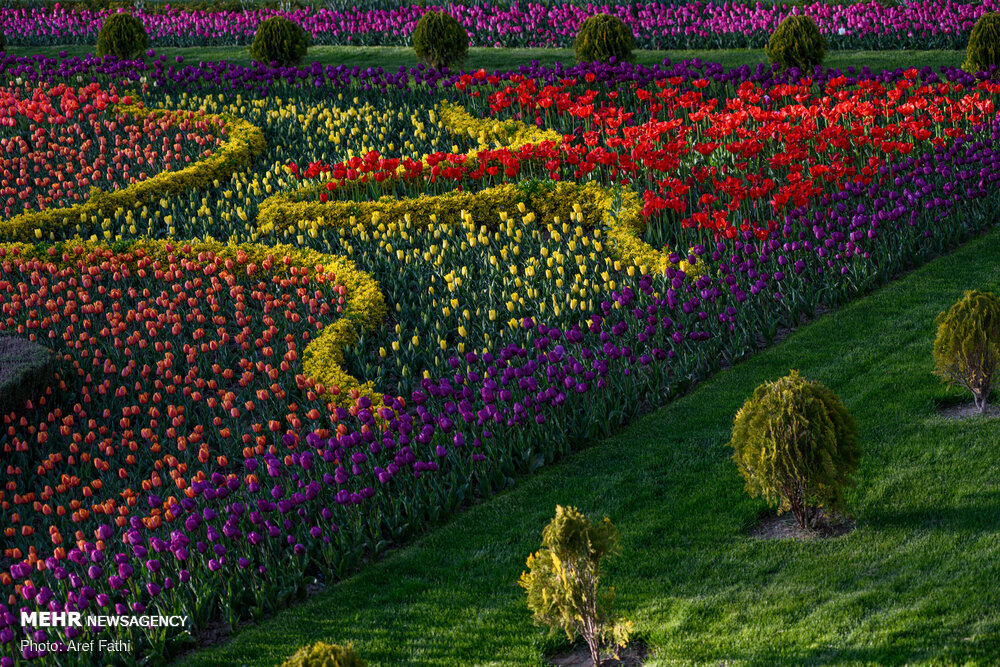
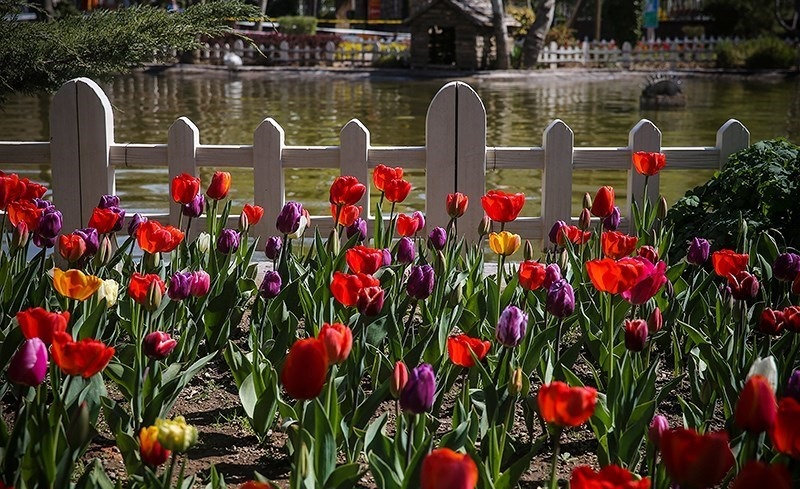
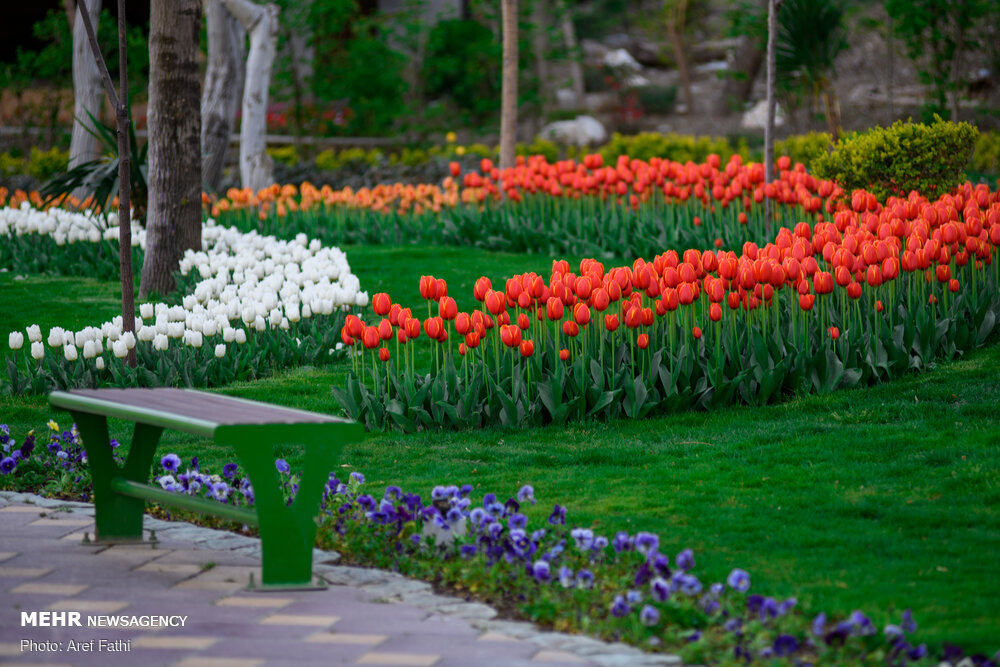
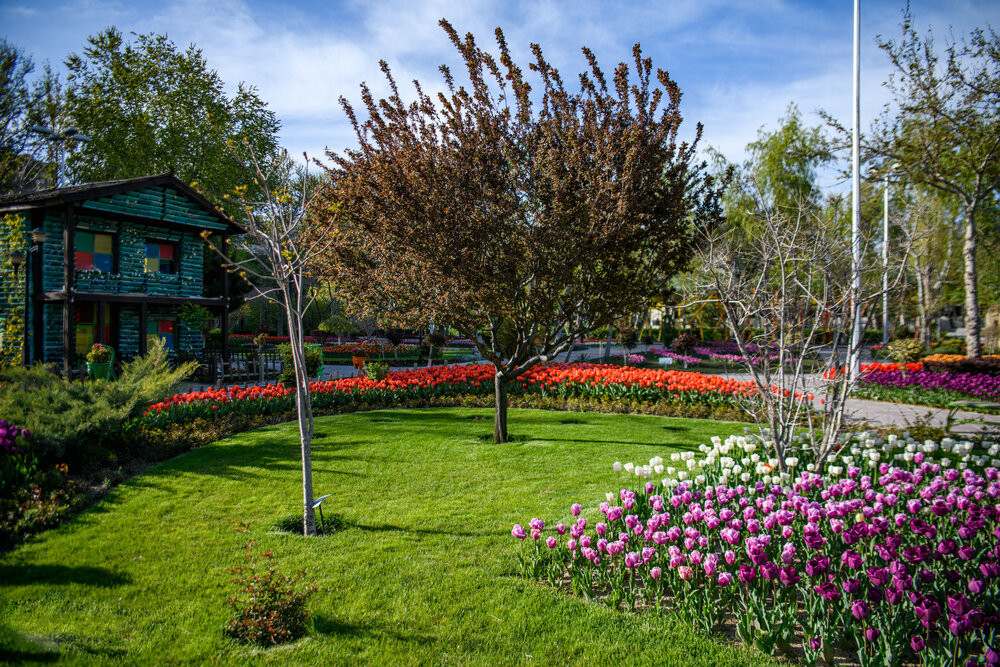
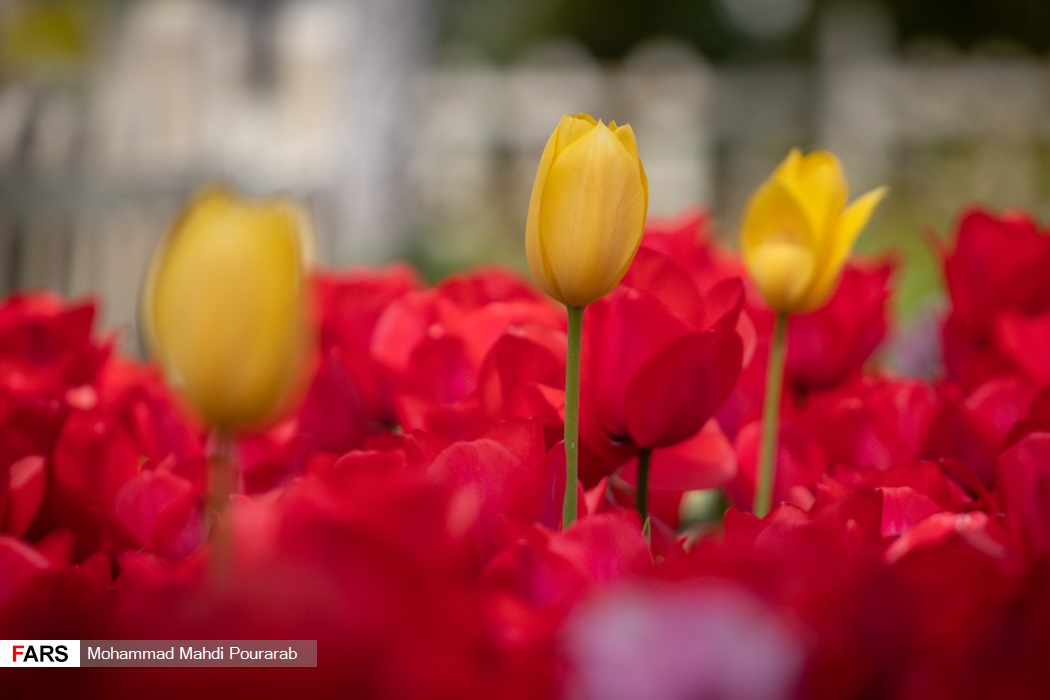
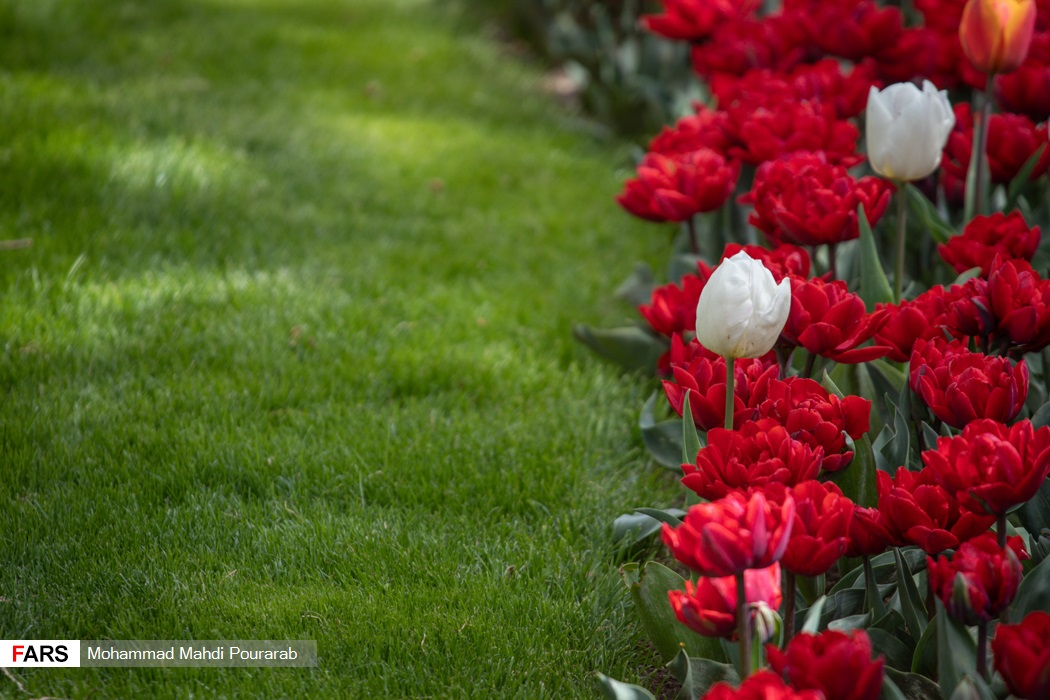
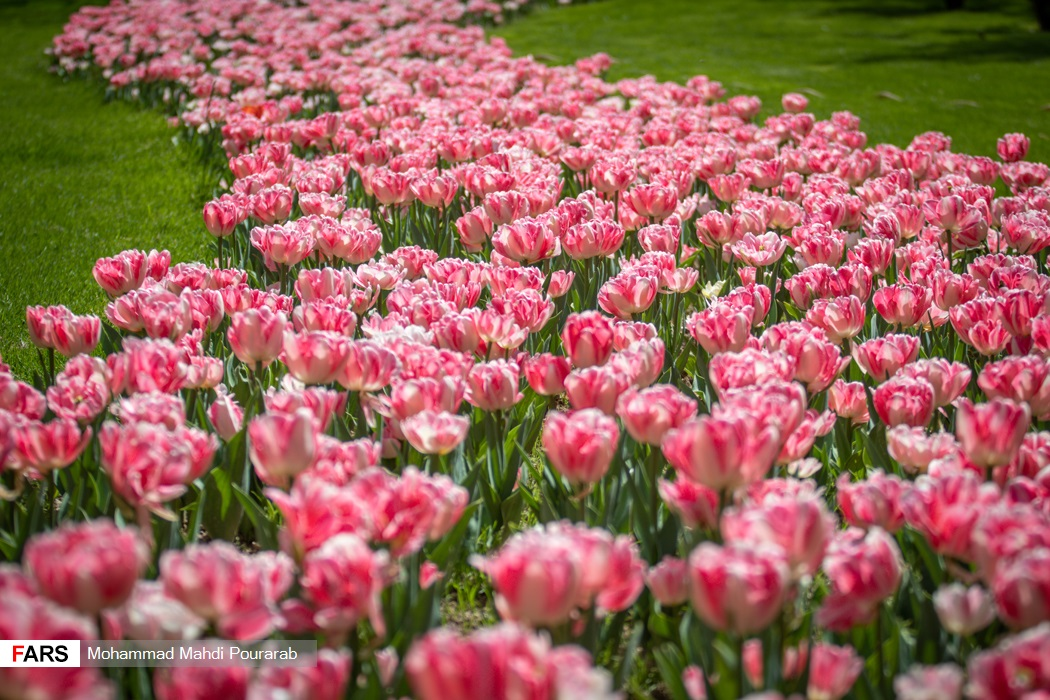
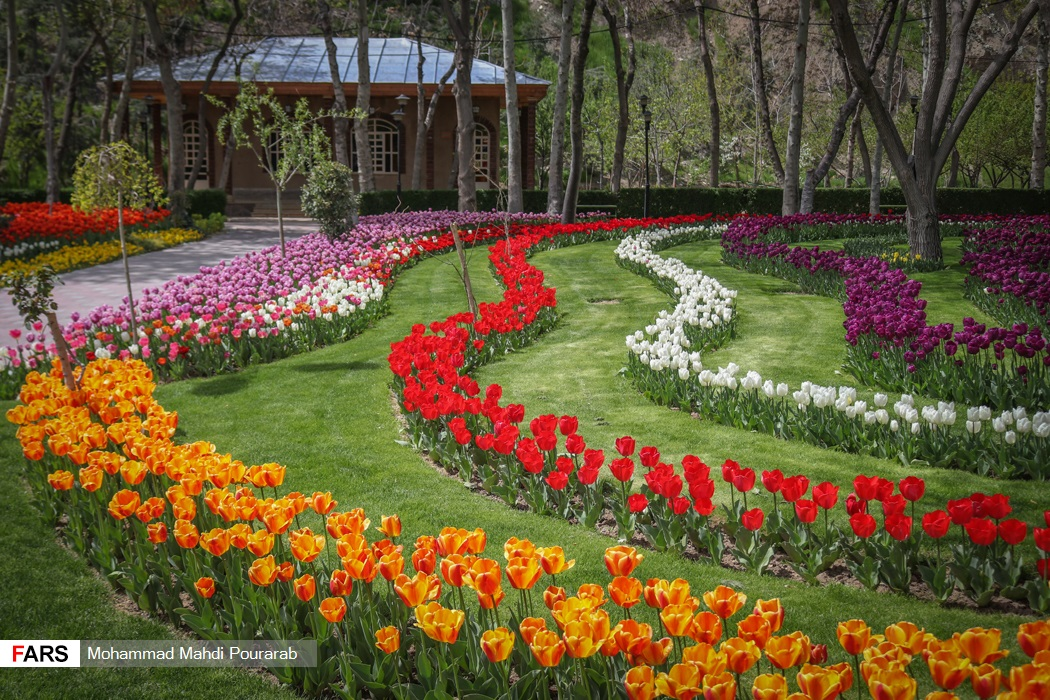